# 天龙镇
天龙镇，是中华人民共和国贵州省安顺市平坝区下辖的一个乡镇级行政单位。

## 行政区划
天龙镇下辖以下地区：
天龙村、山背后村、天台村、芦车坝村、双硐村、打磨村、新华村、雷家硐村、竹林村、二官村和高院村。

## 交通
- 沪昆铁路：天龙站